# Begeleidend taxon
Een begeleidend taxon ofwel begeleider (afgekort als bg) is een taxon dat in meer dan twee syntaxa voorkomt met een min of meer gelijke presentie, bedekking en vitaliteit. In veruit de meeste gevallen heeft een begeleidend taxon de taxonomische rang van een soort; in dat geval spreekt men van een begeleidende soort. Soms hebben begeleidende taxa een andere taxonomische rang dan het soortniveau; meestal gaat het dan om een ondersoort of genus.